# 18 décembre dans les chemins de fer
18 novembre 18 janvier
Chronologies thématiques
- Croisades
- Sports
- Disney

Cette page concerne les événements qui se sont déroulés un 18 décembre dans les chemins de fer.

## Événements

### XIXesiècle
- 1887 : ouverture de la ligne La Ciotat-Ville à La Ciotat-Gare.

### XXesiècle
- 1922. Norvège : mise en service du premier tronçon de la ligne historique du Sørland (ligne qui relie Oslo à Stavanger) entre Nordagutu et Gvarv.

### XXIesiècle
- 2000. France : inauguration du tramway de Lyon. Les deux lignes, 18,7 km, seront mises en service le 2 janvier 2001.
- 2012. France : Prolongement de la ligne 12 du métro de Paris à Front populaire
- 2021. France : La compagnie ferroviaire nationale Italienne, Trenitalia, par le biais de sa filiale Française, Trenitalia France réalise son premier train à grande vitesse, Frecciarossa en France. Le train a quitté à 07h26 la gare de Paris-Gare-de-Lyon, sur l'axe Paris - Lyon - Milan[1].